# Лазарев, Евгений Вадимович
Евгений Вадимович Лазарев (род. 25 апреля 1980, Харьков, Украинская ССР, СССР) — российский и украинский хоккеист.

## Биография
Родился в Харькове в 1980 году. В 1995 году стал выступать за дубль ярославского «Торпедо» во второй лиге России. В сезоне 1996/97 сыграл один матч в чемпионате России за основную команду ярославцев. Чемпион России 1997 года. Победитель хоккейного турнира европейского юношеского Олимпийского фестиваля 1997 года в составе сборной России.
В 1998 году на драфте НХЛ был выбран командой «Колорадо Эвеланш». В сезоне 1997/98 выступал в одной из молодёжных канадских лиг за команду «Китченер Дутчмен». В 1998 году стал игроком хоккейного клуба «Херши Беарс», выступающего в Американской хоккейной лиге. За команду играл до 2002 года. В сезоне 2002/03 сыграл 4 матча в высшей лиге России за новокузнецкий «Металлург». В сезоне 2003/04 выступал за киевский «Сокол», в его составе стал чемпионом Украины.
С 2004 по 2006 год выступал за клубы североамериканских низших хоккейный лиг. В сезоне 2004/05 сыграл 11 матчей за «Херши Беарс». Всего же за пять сезонов в регулярном чемпионате АХЛ сыграл 240 матчей, забросил 36 шайб и отдал 59 голевых передач. В плей-офф за 27 матчей набрал 5 очков за заброшенные шайбы и 11 — за голевые пасы.
В 2006 году завершил карьеру хоккеиста.